# Dana (województwo pomorskie)
Dana (kaszb. Danóf lub też Dana, niem. Tannenhof) – osada kaszubska w Polsce położona w województwie pomorskim, w powiecie puckim, w gminie Puck. Miejscowość wchodzi w skład sołectwa Łebcz. 
W latach 1975–1998 miejscowość położona była w województwie gdańskim.